# Lasioglossum lineare
De Lasioglossum lineare (tên tiếng Anh: schoorsteengroefbij) là một loài Hymenoptera trong họ Halictidae. Loài này được Schenck mô tả khoa học năm 1870.